# 二花棘豆
二花棘豆（学名：Oxytropis biflora）为豆科棘豆属下的一个种。种加词 biflora 意为“二花的”。